# 高屋法子
高屋 法子（たかや のりこ、1962年3月14日 - ）は、日本のアニメスタッフである。夫は映画監督・アニメ演出家の樋口真嗣。

## 人物・エピソード
スタジオジブリ作品を中心にアニメのハーモニー処理作業を中心に活動している。
武蔵野美術大学短期大学部卒業後、母からデザインオフィス・メカマンを紹介され、入社する。初仕事となったアニメ映画『風の谷のナウシカ』について、高屋は「自分が手掛けた部分の出来の悪さに心臓が止まりそうになる」と振り返っている。
OVA『トップをねらえ!』の主人公タカヤ・ノリコの名前は高屋本人の名前から採られている。

## 参加作品
- 1983年 ダロス （背景）
- 1984年 風の谷のナウシカ
- 1984年 うる星やつら （背景）
- 1984年 魔法の妖精ペルシャ （背景）
- 1985年 魔法のスターマジカルエミ （背景）
- 1985年 ダーティペア （背景）
- 1986年 天空の城ラピュタ
- 1987年 王立宇宙軍 オネアミスの翼
- 1987年 火の鳥・ヤマト編 （背景）
- 1987年 X電車で行こう
- 1988年 トップをねらえ!
- 1988年 AKIRA
- 1989年 魔女の宅急便
- 1989年 NEMO/ニモ （背景）
- 1991年 おもひでぽろぽろ
- 1992年 紅の豚
- 1995年 MEMORIES 彼女の想いで
- 2002年 空想の空飛ぶ機械達
- 2002年 空想の機械達の中の破壊の発明
- 2004年 ハウルの動く城
- 2006年 ゲド戦記 （協力）
- 2009年 サマーウォーズ
- 2009年 獣の奏者 （講談社文庫版表紙装画）
- 2010年 借りぐらしのアリエッティ
- 2013年 風立ちぬ
- 2014年 思い出のマーニー
- 2015年 バケモノの子
- 2017年 メアリと魔女の花
- 2018年 若おかみは小学生!
- 2023年 君たちはどう生きるか